# Monoplistes occidentalis
Monoplistes occidentalis là một loài bọ cánh cứng trong họ Bọ hung (Scarabaeidae).